# José Carlos Fernández Vázquez
José Carlos Fernández Vázquez, meglio conosciuto solo come José Carlos (Riotinto, 17 luglio 1987), è un ex calciatore spagnolo, di ruolo centrocampista.

## Carriera
Ha giocato nella massima serie del campionato spagnolo con Siviglia, Rayo Vallecano e Córdoba e nella massima serie del campionato greco con l'AEK Atene.